# Diaparsis temporalis
Diaparsis temporalis är en stekelart som beskrevs av Horstmann 1979. Diaparsis temporalis ingår i släktet Diaparsis och familjen brokparasitsteklar. Utöver nominatformen finns också underarten D. t. rufigaster.